# Alberto Casella
Alberto Casella (Prato (stad), 1 november 1891 – Rome, 10 september 1957) was een Italiaanse toneelschrijver, scenarioschrijver, regisseur en politicus.
Na zijn gymnasium- en middelbareschoolstudie woonde Casella vanaf 1911 in Savona, waar hij zijn literaire activiteiten (poëzie en verhalen) begon. Als dienstplichtige nam hij onder meer deel aan de Eerste Wereldoorlog. Na zijn terugkeer in Savona sloot hij zich in 1920 aan bij het fascisme.
Tijdens zijn verblijf in Savona, dat duurde tot september 1929, behaalde Casella zijn eerste grote successen in het theater: in 1921 debuteerde hij als toneelschrijver. Zijn grootste succes was het toneelstuk La morte in vacanza uit 1923, dat in de daaropvolgende jaren de inspiratie zou vormen voor de gelijknamige film uit 1934, voor de televisiefilm Death Takes a Holiday (1971) en voor de Amerikaanse film Meet Joe Black (1998).
Casella was ook scenarioschrijver voor film en televisie. Hij werkte en regisseerde regelmatig radio- en televisievoorstellingen voor de Rai, zowel komedies als hoorspelen.